# Enkhuizer Koekfabriek

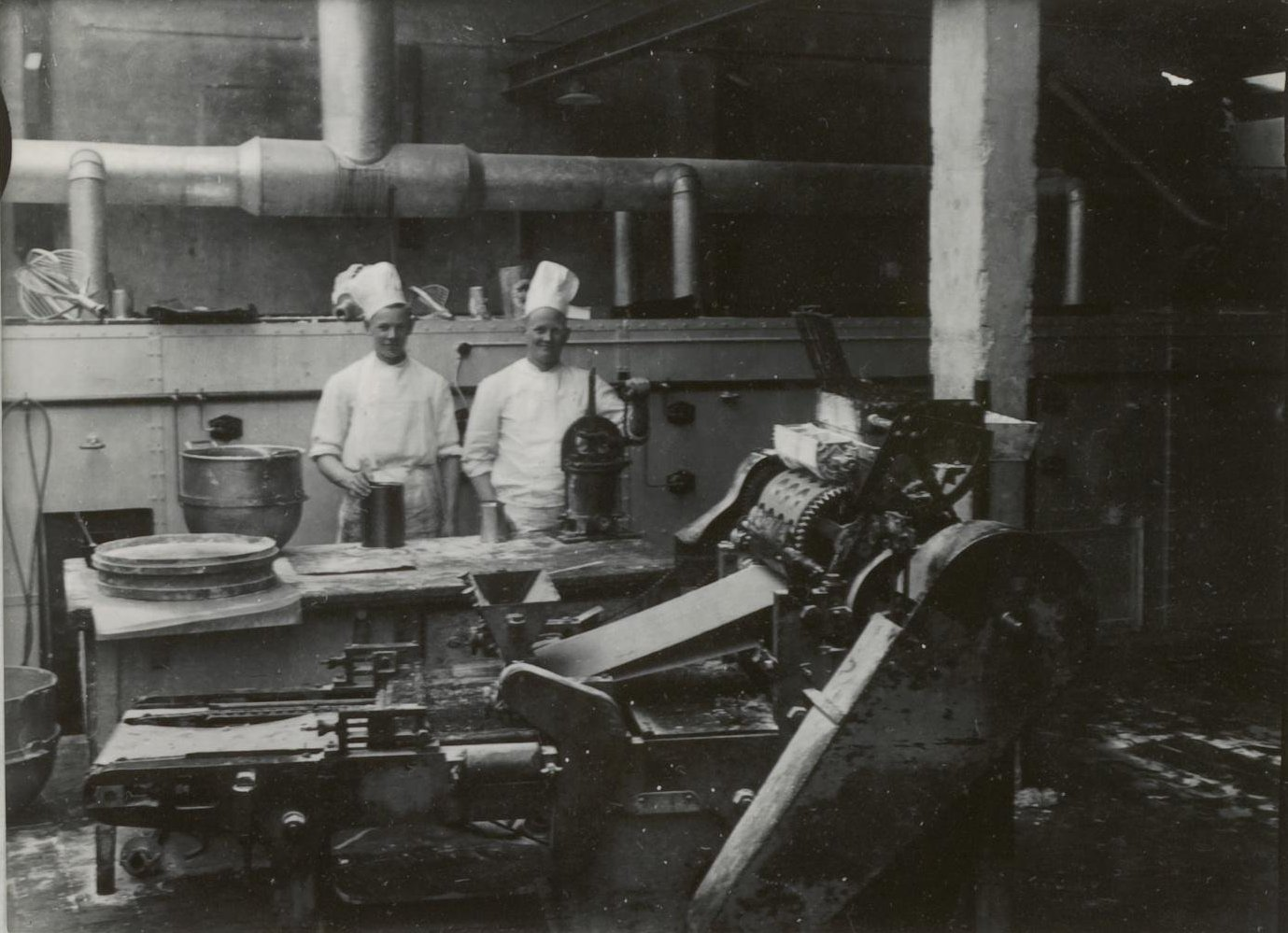
Speculaasmachine in de koekfabriek in 1935

De Enkhuizer Koekfabriek is een bakkerij van koek en banket, gevestigd in de Nederlandse plaats Enkhuizen. Het bedrijf is sinds 1998 onderdeel van het Belgische Lotus Bakeries, dat de producten van de fabriek bleef verkopen onder de merknaam Enkhuizer Banket, later Echte Enkhuizer.
De N.V. Enkhuizer Brood-, Koek en Beschuitfabriek ontstond in 1920 als samenwerkingsverband van 18 tot dan toe zelfstandige bakkers die voortaan hun brood, koek en beschuit produceerden in een nieuw gebouwde fabriek, gevestigd aan de Sint Nicolaasstraat. Deze grootschalige fusie was ingegeven door problemen met de brandstofvoorziening.
In 1966 nam de Enkhuizer Broodfabriek de laatste nog zelfstandige particuliere bakkerij in Enkhuizen over (van de 23 die er ooit bestonden). Vanaf 1974 werd er geen brood meer gebakken, maar alleen nog koek en banket. In 1986 werd het bedrijf overgenomen door het Zaanse Swart Vicomte. In 1993 verhuisde het bedrijf van de Enkhuizer binnenstad naar een nieuw terrein aan de Oosterdijk. Daar was ruimte voor uitbreiding van de productie, en ook de verkoopactiviteiten van Vicomte werden hier geconsolideerd. Het vrijkomende fabrieksterrein in de binnenstad werd gebruikt voor woningbouw.
Vicomte werd op zijn beurt in 1998 door Lotus overgenomen. De fabriek aan de Oosterdijk draagt nu de merknaam Peijnenburg, een bekende producent van ontbijtkoek die in 2006 door Lotus werd overgenomen.
Enkhuizer Banket stond en staat onder meer bekend om zijn jodenkoeken. Anders dan concurrent Davelaar, die zijn koeken in 2021 hernoemde naar 'Odekoeken', verkoopt Peijnenburg de koeken nog steeds als 'Echte Enkhuizer Jodekoeken'
Bij de vestiging in Enkhuizen werkten in 2017 zo'n 160 mensen. Naast productie onder het eigen merk wordt ook geproduceerd voor andere bedrijven (private label).